# Слижевский, Олег Леонидович
Слижевский Олег Леонидович (бел. Алег Леанідавіч Сліжэўскі, род. 16 августа 1972, Гродно, БССР, СССР) — белорусский государственный деятель. Министр юстиции Республики Беларусь с 2011 по 2021 год, член Центральной комиссии по выборам и проведению республиканских референдумов Республики Беларусь с 2007 года. Фигурант санкционных списков ЕС, США, ряда других стран.

## Биография
Родился 16 августа 1972 года в Гродно. Трудовую деятельность начал на гродненском заводе «Радиоприбор». В 1990—1992 годах служил в Вооруженных силах Республики Беларусь.
С декабря 1996 года по март 1999 года работал судебным исполнителем суда Октябрьского района Гродно. В 1998 году с отличием окончил Гродненский государственный университет им. Я. Купалы, в 1999 году — магистратуру этого же университета. С марта 1999 по ноябрь 2002 года главный специалист, заместитель начальника отдела организационного обеспечения деятельности судов управления юстиции Гродненского облисполкома.
С ноября 2002 по сентябрь 2010 года заместитель начальника управления общественных объединений — начальник отдела политических партий и профсоюзов управления общественных объединений, начальник управления общественных объединений Министерства юстиции Республики Беларусь. С 22 января 2007 года член Центральной комиссии по выборам и проведению республиканских референдумов Республики Беларусь от Гродненской области. С 3 сентября 2010 по 13 декабря 2011 года председатель Республиканского трудового арбитража. 13 декабря 2011 года назначен министром юстиции Республики Беларусь.
В 2005 году окончил аспирантуру Белорусского государственного университета, но диссертацию защищать не стал. В 2012 году окончил Академию управления при Президенте Республики Беларусь по специальности «Государственное и местное управление».
Включён в ряд межведомственных и правительственных комиссий, советов и рабочих групп, в том числе:
- Комиссия по вопросам гражданства при Президенте Республики Беларусь;
- Валютно-кредитная комиссия Совета Министров Республики Беларусь;
- Комиссия по имплементации международного гуманитарного права при Совете Министров Республики Беларусь (председатель);
- Совет по вопросам правовой и судебной деятельности;
- Межведомственный совет по проблемам диссертационных исследований в области права;
- Республиканское координационное совещание по борьбе с преступностью и коррупцией;
- Национальный комитет по народонаселению при Совете Министров Республики Беларусь.

## Награды
- юридическая премия Белорусского союза юристов «Фемида» в номинации «Государственная служба» (2016),
- знак «Ганаровы работнік юстыцыі Беларусі» (2017),
- медаль «За трудовые заслуги» (2019).

## Санкции ЕС, США и других стран
Слижевский неоднократно становился субъектом запрета на поездки и замораживания активов Европейским союзом как часть «Чёрного списка ЕС»: после президентских выборов 2006 года как начальник отдела общественных организаций, партий и неправительственных организаций Министерства юстиции, президентских выборов 2010 года как начальник отдела общественных организаций, партий и неправительственных организаций Министерства юстиции и член ЦИК.
В соответствии с решением Совета Европейского союза от 15 октября 2012 года, в качестве министра юстиции, члена Центральной избирательной комиссии и бывшего руководителя отдела общественных организаций и политических партий Министерства юстиции чиновник отвечал за нарушение международных избирательных стандартов. На своей должности в Министерстве юстиции и в соответствии с контролем, который он осуществлял над судебной системой, Слижевский принимал активное участие в репрессиях против гражданского общества и демократической оппозиции путём отказа в регистрации негосударственных организаций и политических партий, что во многих случаях приводило к их ликвидации. Европейские санкции были сняты 15 февраля 2016 года.
31 августа 2020 года Слижевский был включён в список лиц, на которых наложен бессрочный запрет на въезд в Латвию, пятилетний запрет на въезд в Эстонию и запрет на въезд в Литву в связи с тем, что своими действиями он организовал и поддержал фальсификацию президентских выборов 9 августа и последующее насильственное подавление мирных протестов. Осенью 2020 года Слижевского как члена ЦИК вновь внесли в «Чёрный список ЕС» (за нарушение избирательного процесса, невыполнение основных международных стандартов справедливости и прозрачности, фальсификацию результатов выборов), а также в санкционные списки Канады, Великобритании, Швейцарии. 20 ноября к пакету санкций ЕС присоединились Албания, Исландия, Лихтенштейн, Норвегия, Северная Македония, Черногория и Украина.
Также Слижевский по итогам в оценке США «принципиально недемократических» президентских выборов 2006 года с февраля 2007 года находится в санкционном списке специально обозначенных граждан и заблокированных лиц за действия, которые подрывают демократические процессы и институты.